# Pedro Urruchurtu
Pedro Alejandro Urruchurtu Noselli (Caracas, Venezuela, 8 de octubre de 1990) es un activista político, politólogo y profesor universitario. Es director de relaciones internacionales de la oficina de la líder de la oposición María Corina Machado y del candidato presidencial Edmundo González Urrutia (Comando de Campaña ConVZLA), y coordinador de asuntos internacionales del partido opositor Vente Venezuela.

## Carrera
Se desempeña como coordinador de asuntos internacionales del partido opositor Vente Venezuela y coordinador de relaciones internacionales de la oficina de la líder opositora María Corina Machado. Fue miembro de la Mesa Directiva de la Red Liberal de América Latina (RELIAL) para el período 2022-2024, donde ahora coordina el grupo de partidos políticos de la red. Entre 2020 y 2022 fue Vicepresidente de esa organización. También es miembro del Comité de Derechos Humanos de la Internacional Liberal. En 2019 fue electo Vicepresidente de la Federación Internacional de Juventudes Liberales (IFLRY) por un año, siendo el primer venezolano y latinoamericano en ocupar ese puesto. Previamente, entre 2016 y 2021, fue coordinador nacional de formación de cuadros de Vente Venezuela.
Es egresado de la Universidad Central de Venezuela, donde recibió su título de Licenciado en Ciencias Políticas y Administrativas, mención Relaciones Internacionales, con honores magna cum laude. Ha sido también profesor en esa universidad. Además, es egresado de la clase del año 2016 del Programa para el Liderazgo Competitivo Global de la Universidad de Georgetown, en los Estados Unidos.

## Imputaciones y asilo diplomático
El 6 de diciembre de 2023, junto a otros miembros de la dirección ejecutiva nacional de Vente Venezuela y otros 10 dirigentes opositores, fue acusado por Tarek William Saab, fiscal general designado por la Asamblea Nacional Constituyente, de haber sido financiado por la compañía petrolera estadounidense ExxonMobil y ser agente de otro país, en lo que respecta al recrudecimiento de la disputa territorial sobre el Esequibo entre Venezuela y Guyana, y se le imputaron los cargos de "traición a la patria", "asociación para delinquir", "conspiración" y "legitimación de capitales". Desde entonces, como nuevo perseguido político del gobierno venezolano, tuvo que resguardarse junto a sus compañeros en una sede diplomática, mientras que Roberto Abdul, presidente de la ONG Súmate, quien también estaba en Venezuela y fue acusado en la misma trama, estuvo desaparecido y luego en manos del Servicio Bolivariano de Inteligencia (SEBIN), donde le fue imputado, además, el delito de terrorismo. Los acusados por Saab se encontraban con régimen de presentación ante tribunales, luego de recibir medidas cautelares que suspendieron sus primeras órdenes de detención. Sin embargo, el 20 de marzo de 2024, nuevamente Saab ordenó el arresto de Urruchurtu y otros ocho dirigentes de la campaña de Machado, en una nueva trama de desestabilización, en medio de tensiones y presiones alrededor de la inscripción de María Corina Machado como candidata presidencial de la oposición democrática venezolana.
El 26 de marzo de 2024, el presidente Javier Milei confirmó en un comunicado que Urruchurtu, junto a Magalli Meda, Humberto Villalobos, Claudia Macero, Omar González y Fernando Martínez Mottola, acusados por Saab, habían sido recibidos en la residencia de la Embajada de Argentina en Caracas, donde permanecen protegidos en calidad de huéspedes y donde han sufrido asedio que incluyó el corte de la energía eléctrica. El 29 de marzo del mismo año, el gobierno argentino otorgó el asilo diplomático de manera oficial, conforme a la Convención sobre Asilo de 1954, elevando la protección de los ciudadanos refugiados en la embajada, luego de que estos formalmente lo solicitaron, cuestión confirmada por la canciller Diana Mondino.
A lo largo de los meses de la campaña previa a la elección presidencial del 28 de julio en Venezuela, el grupo asilado fue acusado de operar desde la embajada argentina contra Venezuela y promover el terrorismo. A raíz del cuestionado resultado de la elección presidencial del 28 de julio, un grupo de nueve países conformado por Argentina, Costa Rica, Ecuador, Guatemala, Panamá, Paraguay, Perú, República Dominicana y Uruguay se pronunció en un comunicado conjunto exigiendo transparencia por parte del Consejo Nacional Electoral (CNE).
Esto trajo como consecuencia que el gobierno venezolano ordenara la salida del país del personal diplomático de esos países y del regreso a Venezuela de sus diplomáticos destinados en esas naciones. Por ello, el gobierno de Argentina comenzó a hacer gestiones y a negociar la representación de sus intereses en el país, así como la custodia y protección de sus instalaciones, por parte de un tercer país. Finalmente, el jueves 1 de agosto de 2024 se confirmó que sería Brasil quien, apegándose a las Convenciones de Viena sobre Relaciones Diplomáticas y Relaciones Consulares, se encargaría de tal responsabilidad, lo que se tradujo en que se izara la bandera brasileña en la residencia oficial, quedando a cargo de la nación suramericana la protección de los seis asilados. En los días previos a esa confirmación, Urruchurtu denunció el permanente asedio contra la sede, que incluía el corte del suministro eléctrico y la presencia de patrullas policiales con la intención de ingresar al recinto diplomático,en flagrante violación del derecho internacional y de asilo, para detener a los asilados perseguidos por el gobierno de Venezuela. 
Durante los siguientes meses, se mantuvo la vigilancia policial por parte de los cuerpos represivos del régimen, en especial del SEBIN, la DAET, la DGCIM y el GOES, la cual se vio reforzada a partir del 23 de noviembre de 2024, cuando un nuevo asedio tuvo lugar, dejando a los dirigentes sin electricidad, sin acceso a alimentos y medicamentos y con fuertes amenazas de ingreso, que incluyeron la toma de la casa vecina a la residencia argentina y la presencia de francotiradores y perros guardianes. El 20 de diciembre, Fernando Martínez Mottola salió voluntariamente de la embajada para presentarse ante el Ministerio Público.
Por cinco meses, los dirigentes opositores estuvieron sin electricidad, dependiendo de un generador eléctrico que terminó dañándose, dejándolos completamente desconectados y dependiendo de un ventilador con panel solar que permitía la carga de teléfonos. Durante ese tiempo, debieron consumir comida no perecedera y abastecerse con hielo que apenas autorizaban, para intentar conservar parte de los alimentos que requerían refrigeración. En reiteradas oportunidades negaron el ingreso de medicamentos y de alimentos, persiguiendo a quienes se atrevían a llevarlos al lugar. La intermediación de la Embajada de Brasil en Caracas fue clave para el acceso de estos bienes esenciales. Adicionalmente, el ingreso de agua potable estuvo restringido, dejando que solo 1000 litros fueran surtidos cada 10 días a través de un camión cisterna cuya descarga de agua era cronometrada por la policía y no podía exceder los tres minutos 
En medio de ese tercer episodio de asedio que nunca terminó, el 20 de marzo de 2025 los asilados cumplieron un año en el recinto diplomático. En sus apariciones públicas a propósito de esa fecha, exigieron reiteradamente la necesidad de atención médica y de la emisión de los salvoconductos, incluyendo una petición pública al Presidente Lula Da Silva, sin respuesta. Ese día, cumpliéndose un año de su ingreso, el Fiscal General Tarek William Saab ratificó las acusaciones contra los opositores.
El 12 de abril de 2025, luego de múltiples presiones sobre la situación humanitaria en la residencia diplomática, una comisión de la Cruz Roja Venezolana fue autorizada para visitar a los asilados y evaluarles médicamente.

## Operación Guacamaya: Rescate y escape
Finalmente, el 6 de mayo de 2025, y luego de infructuosos esfuerzos por parte de los gobiernos de Argentina y de Brasil para lograr los salvoconductos de los asilados, y dada su precaria situación de supervivencia, el gobierno de los Estados Unidos, a través del Secretario de Estado Marco Rubio, anunció que los dirigentes, catalogados como rehenes, habían sido exitosamente rescatados a través de una operación precisa y secreta, que permitió llevarlos a suelo estadounidense, donde se encuentran en este momento, luego de 412 días de cautiverio.
La líder de la oposición, Maria Corina Machado, confirmó la operación de extracción y rescate, la cual fue denominada “Operación Guacamaya” en honor a las guacamayas silvestres que habitan en Caracas y que visitaban a los asilados periódicamente, como mostraban en sus redes. Fue una operación coordinada entre varios actores y gobiernos, que tomó por sorpresa al régimen venezolano por el nivel de precisión y por los niveles de vigilancia extrema a los que estaba sometida la sede diplomática, vecina de la embajada de Rusia en Caracas y cercana a la embajada de Corea del Norte.
A pesar de los esfuerzos de la administración de Nicolás Maduro, en voz del Ministro del Interior Diosdado Cabello, de vender la salida de los asilados como una negociación que permitió la emisión de los salvoconductos, hasta los momentos no hay ninguna prueba que confirme tal versión, mientras que los gobiernos de Estados Unidos, Argentina y Brasil, así como la oposición venezolana, corroboran que se trató de una compleja operación de rescate cuyos detalles aún se desconocen en su totalidad y que denotan coordinación interna y externa para sacar a los dirigentes de Venezuela pasando desapercibidos.
A raíz del escape, el régimen venezolano ha arreciado la persecución contra la oposición, y en especial contra las viviendas de los asilados, en concreto contra las viviendas de Magallí Meda y de su madre, y la vivienda de Humberto Villalobos.